# Jackie Walorski
Jackie Walorski (ur. 17 sierpnia 1963 w South Bend, zm. 3 sierpnia 2022 w Nappanee) – amerykańska polityk i misjonarka. Członek Partii Republikańskiej. W latach 2005–2010 przedstawicielka dwudziestego-pierwszego i od 2013 roku drugiego okręgu wyborczego stanu Indiana do Izby Reprezentantów Stanów Zjednoczonych.

## Młodość i kariera zawodowa
Jackie Walorski urodziła się 17 sierpnia 1963 roku jako córka Raymonda B. i Marthy C. (z d. Martin) Walorskich. Jej ojciec był emerytowanym strażakiem i właścicielem sklepu ze sprzętem AGD. Ma polskie i niemieckie pochodzenie. Jako dziecko uczęszczała do Hay Elementary School i ukończyła Riley High School w 1981 roku. Następnie studiowała na Liberty Baptist College i uzyskała licencjat z komunikacji i administracji publicznej na Taylor University.
Walorski rozpoczęła swoją karierę zawodową jako reporterka telewizyjna w WSBT-TV, filii CBS, w South Bend, gdzie pracowała w latach 1985–1989. Następnie, od 1989 do 1991 pełniła funkcję dyrektor wykonawczej w St. Joseph County Humane Society. W 1991 otrzymała pozycję dyrektor rozwoju instytucyjnego w Ancilla College, którą pełniła do powołania na stanowisko dyrektor ds. członkostwa w St. Joseph County Chamber of Commerce w 1996 roku. Później pracowała w Indiana University South Bend w latach 1997–1999.
Walorski w 2000 roku przeprowadziła się do Rumunii i założyła Impact International, fundację zapewniającą środki medyczne i opiekę zubożałym dzieciom. Przed powrotem w 2004 roku do USA prowadziła także pracę misyjną w Rumunii.

## Izba Reprezentantów stanu Indiana
W 2004 roku kandydowała do Izby Reprezentantów stanu Indiana, po ogłoszeniu przez urzędującego reprezentanta stanowego Richarda W. Mangusa decyzji o przejściu na emeryturę. Pokonała Demokratę Carla H. Kasera różnicą głosów 64%–36%. W 2006 roku uzyskała reelekcję otrzymując 53% głosów. W 2008 roku została wybrana na trzecią kadencję będąc jedyną osobą kandydującą na urząd.

## Izba Reprezentantów Stanów Zjednoczonych
W 2010 r. Walorski zdobyła nominację republikanów do 2. okręgu wyborczego Indiany, ale nieznacznie przegrała w wyborach powszechnych z urzędującym demokratą Joem Donnellym. W 2012 roku Walorski zdobyła mandat po tym gdy zwolnił go Donnelly, aby kandydować do Senatu USA.
W 2020 roku Walorski kolejny raz wygrała wybory zdobywając 61,5% głosów, tym samym uzyskując reelekcję.

## Śmierć
Zginęła 3 sierpnia 2022 roku w wyniku wypadku samochodowego.

## Poglądy
Była znana jako konserwatywna polityk, popierająca ruch pro-life, oraz prawo do posiadania broni.

## Życie prywatne
W 1995 roku wyszła za mąż, za nauczyciela z Mishawaka – Deana Swihart. 8 czerwca 2017 została odznaczona Orderem Gwiazdy Rumunii. Była członkiem zielonoświątkowego megakościoła South Gate Church w South Bend.

## Odznaczenia
- Krzyż Komandorski Orderu Gwiazdy Rumunii (Rumunia, 2017)[19]